# Église Saint-Germain de Lesquielles-Saint-Germain
L'église Saint-Germain de Lesquielles-Saint-Germain est une église située à Lesquielles-Saint-Germain, en France.

## Localisation
L'église est située sur la commune de Lesquielles-Saint-Germain, dans le département de l'Aisne.